# La Cage aux folles
Pour les articles homonymes, voir La Cage aux folles (homonymie).
La Cage aux folles est une pièce de théâtre de Jean Poiret créée au théâtre du Palais-Royal le 1er février 1973 dans une mise en scène par Pierre Mondy avec Jean Poiret et Michel Serrault dans les rôles principaux.
Jouée près de 2 000 fois, elle a été adaptée au cinéma en 1978, puis sous forme de comédie musicale à Broadway sous le même nom en 1983. Un remake américain réalisé par Mike Nichols est sorti en 1996.

## Historique

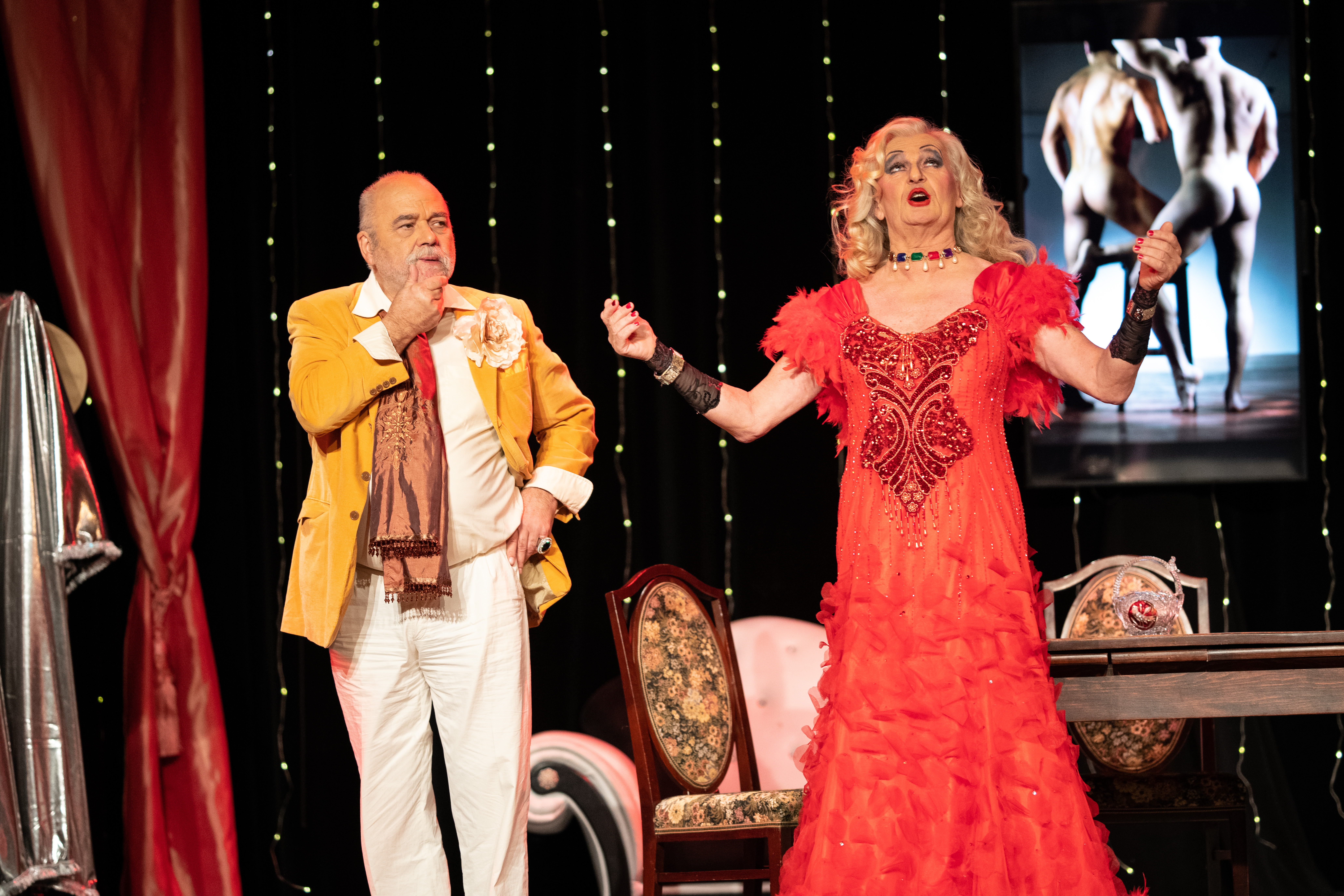
La Cage aux folles (Ein Käfig voller Narren) au théâtre de Purkersdorf, Autriche, en 2019.

Michel Serrault et Jean Poiret avaient déjà joué un couple d'homosexuels dans un de leurs sketchs, Les Deux Hortenses (repris pour l'émission télévisée La Clé des champs de Pierre Tchernia en 1959), mais c'est la pièce L'Escalier (Staircase) du dramaturge britannique Charles Dyer, créée en 1966  et adaptée à Paris en 1967 avec Paul Meurisse et Daniel Ivernel (puis portée à l'écran en 1969 par Stanley Donen, avec Richard Burton et Rex Harrison) qui a inspiré à Jean Poiret l'idée de sa pièce. Abordant un sujet délicat sur un ton tranchant avec les représentations caricaturales (Haute Société, La Joyeuse Divorcée…) ou tragiques (Thé et Sympathie, La Fureur de vivre, La Rumeur…) de l'époque, la pièce de Dyer met en scène un couple d'homosexuels vieillissants qui tiennent un salon de coiffure à Londres et passent leur temps à se déchirer, même s'il est clair qu'ils s'aiment.
Tout en reprenant l'idée du couple d'âge mûr, Jean Poiret adopte le ton de la comédie qui a fait le succès de son duo avec Serrault. Le salon de coiffure devient un cabaret de travestis appelé « La Cage aux folles », tenu par Georges et Albin, et dont ce dernier est la vedette. Jean-Michel Rouzière, directeur du théâtre du Palais-Royal, accepte de monter la pièce tout en étant réservé quant au choix de la dérision opéré par Poiret sur un sujet toujours tabou dans la société malgré la libération sexuelle de mai 68. Créée le 1er février 1973, les avis sont sévères. Tout en louant le jeu des acteurs, une grande partie de la critique crie au scandale et des militants homosexuels appellent au boycott en raison de l'image caricaturale qu'elle donne des gays, bien que le terme « la folle » soit utilisé dans des spectacles de travesti comme les Gazolines du FAHR ou Copi.
Le bouche-à-oreille fait cependant son office et un mois plus tard, le pièce devient un énorme succès, se jouant durant cinq ans (Jean-Jacques remplaçant Michel Serrault en 1977-1978), avant une reprise de deux ans à partir d'octobre 1978 au théâtre des Variétés, Michel Roux remplaçant à son tour Jean Poiret face à Michel Serrault.
En 1983, elle est adaptée en comédie musicale à Broadway par Harvey Fierstein et Jerry Herman. La version française est créée au théâtre Mogador en 1999 pour 100 représentations.
Malgré son énorme succès, la pièce n'a jamais été filmée en intégralité et aucun producteur français n'accepta de l'adapter au cinéma. C'est la raison du recours à une coproduction italienne, impliquant l'emploi de nombreux acteurs italiens en lieu et place de la distribution française, à commencer par Ugo Tognazzi à la place de Jean Poiret, sans que cela n'altère toutefois le succès, devenant avec le temps non seulement un classique du théâtre et du cinéma mais reconnaissant, avec le recul, « un côté progressiste » à l'œuvre dans une époque où la culture homosexuelle était proche du « néant ».

## Synopsis
La scène se passe à la boîte de nuit la cage aux folles dans le sud de la France à Saint-Tropez. Dans les premières instances, Albin refuse de faire sa présentation du fait de sa dépression qu'il attribue à Renato. Cette dépression n'est qu'un coup de fatigue selon son docteur. Albin reproche à Renato de ne plus l'apprécier. Dans la suite entre en scène le fils de Renato qui lui dit qu'il va se marier avec Andréa, les beaux-parents veulent connaître son père. C'est pourquoi tout objet à caractère sexuel devrait être enlevé, modifier le décor. Donc de changer les coutumes et demande même à Albin de prendre les vacances pour cacher les tendances travesties du couple Renato Albin. Albin n'en revient pas et pique une crise. Mais il reste. Pour faire mentir les rumeurs Renato va chercher la maman de Laurent. Les Charrier arrivent ne se doutant de rien et voilà qu'arrive Albin habillé en maman de Laurent. Malheureusement les couverts de table d'où y sont inscrits de mâles nus grecs et le jumelage d'appartements avec la boîte de nuit vont susciter des questions de la part des Charrier. Mais le coup de grâce arrive quand la vraie maman de Laurent se présente à la maison aussi toute l'équipe de cage aux folles arrivent au salon avec leur gâteau d'anniversaire. Avec ça la vérité se révèle, sort de l'ombre et le comble, des journalistes attendent le député en dehors de la boîte de nuit. Pour sauver sa face Charrier s'habille en drag queen afin de se faufiler sans être reconnu. Le film se termine avec le mariage de Laurent et d'Andréa.

## Principales productions

### Théâtre du Palais-Royal, 1973 (création)
Distribution
- Michel Serrault : Albin (1973-1977)
- Jean-Jacques : Albin (1977-octobre 1978)
- Jean Poiret : Georges
- Philippe Lavot : Laurent, fils de Georges
- Jacqueline Mille : Simone, mère de Laurent
- Danièle Luger : Muriel, fiancée de Laurent
- Marcelle Ranson-Hervé : Madame Dieulafoi, mère de Muriel
- Marco Perrin : Monsieur Dieulafoi, père de Muriel
- Paul Demange : Tabaro, comptable
- Benny Luke : Jacob, valet de chambre
- Maurice Bray : Mercedes
- Jean-Claude Robbe : Francis
- Frédéric Norbert : Salomé
- Yves Llobregat : Zorba
- Pierre Decazes : M. Languedoc, boucher

Mise en scène de Pierre Mondy
Décors et costumes d'André Levasseur

### Théâtre des Variétés, octobre 1978-février 1980
Distribution
- Michel Serrault : Albin
- Michel Roux : Georges
- Jean Aubaile : Laurent
- Jacqueline Mille : Simone
- Karen Deville : Muriel
- Marcelle Ranson-Hervé : Madame Dieulafoi
- Marco Perrin : Monsieur Dieulafoi
- Paul Demange : Tabaro
- Robert Étienne : Jacob
- Maurice Bray : Mercedes
- Jean-Claude Robbe : Francis
- Jean-Paul Doux : Salomé
- Jean-Marie Ory : Zorba
- Pierre Decazes : M. Languedoc
- Jean Reno : le flibustier

Mise en scène de Pierre Mondy
Décors et costumes d'André Levasseur

### Théâtre des Célestins, 1984
La pièce est reprise au théâtre des Célestins du 13 décembre 1984 au 1er janvier 1985 dans le cadre des tournées Charles Barret.
Distribution
- Jean-Jacques : Albin
- Jacques Sereys : Georges
- Jacqueline Jefford : Simone
- Benny Luke : Jacob
- Maurice Bray : Mercedes
- Jenny Astruc
- Léon Lesacq
- Jean-Pierre Delage
- Isabelle Meignant
- Pierre G. Molina
- Alain Deroud
- Xavier Dumont
- Alain Berguig
- Régis Ivanov

Mise en scène de Pierre Mondy
Décors et costumes d'André Levasseur

### Théâtre de la Porte Saint-Martin, 2010
Une reprise de la pièce a lieu du 12 septembre 2009 au 8 janvier 2011 au théâtre de la Porte-Saint-Martin.
Distribution
- Didier Bourdon : Albin
- Christian Clavier : Georges
- Thomas Sagols : Laurent
- Manoëlle Gaillard : Simone
- Héléna Grouchka : Muriel
- Marie-Hélène Lentini : Madame Dieulafoi
- Christian Pereira : Monsieur Dieulafoi
- Daniel-Jean Colloredo : Tabaro
- Thierry Laurion : Jacob
- Philippe Beglia : Mercedes
- Philippe Gruz: Francis
- Jean-Marc Coudert : Salomé

Mise en scène de Didier Caron
Costumes de Mimi Lempicka
Le texte a été actualisé et intègre des clins d'œil à des personnalités ou des faits contemporains. Durant le spectacle, Christian Clavier fait référence à l'un des personnages qu'il a joué auprès de ses compères du Splendid : Katia le travesti dans Le père Noël est une ordure.

### Québec, 2011
Présentée au théâtre du Vieux-Terrebonne du 9 juin au 10 septembre 2011, puis au théâtre Capitole du 21 septembre au 16 octobre 2011.
Distribution
- Benoît Brière : Albin
- Alain Zouvi : Georges
- Frédéric Millaire-Zouvi : Laurent
- Marie-France Lambert : Simone
- Stéphanie M. Germain : Muriel
- Louise Bombardier : Madame Dieulafoi
- Normand D'Amour : Monsieur Dieulafoi
- Marc Legault : Tabaro
- Éric Paulhus : Jacob
- Éric Bernier : Mercedes
- Claude Tremblay : Francis
- Benoît Rioux : Salomé
- Olivier Aubin : Zorba

Cette mise en scène de Normand Chouinard, assisté de Pascale d'Haese, dépoussière l'œuvre grâce aux deux textes retrouvés, celui de 1972 mais également celui de 1979, qui est le texte tel que Jean Poiret l'avait réécrit après l'avoir joué pendant plusieurs années, avec ses ajouts, ses corrections et ses notes. Il y a été cependant ajouté quelques chansons confiées à Yves Morin et chorégraphiées par Dominique Giraldeau.
Il existe également une version québécoise datant des années 1980 de Réal Giguère, Georges Carrère et Normand Brathwaite.

## Adaptations

### Cinéma
La pièce est adaptée au cinéma sous le même titre par Édouard Molinaro en 1978. Du fait de la coproduction italo-française, Jean Poiret est remplacé par Ugo Tognazzi qui incarne Renato Baldi, Michel Serrault reprenant le rôle.
Le film connaît deux suites : La Cage aux folles 2 du même réalisateur en 1980, puis La Cage aux folles 3 de Georges Lautner en 1985.
Un remake américain sort en 1996 : Birdcage ou La Cage de ma tante au Québec (The Birdcage) de Mike Nichols, avec Robin Williams et Nathan Lane  dans les rôles principaux.

### Comédie musicale

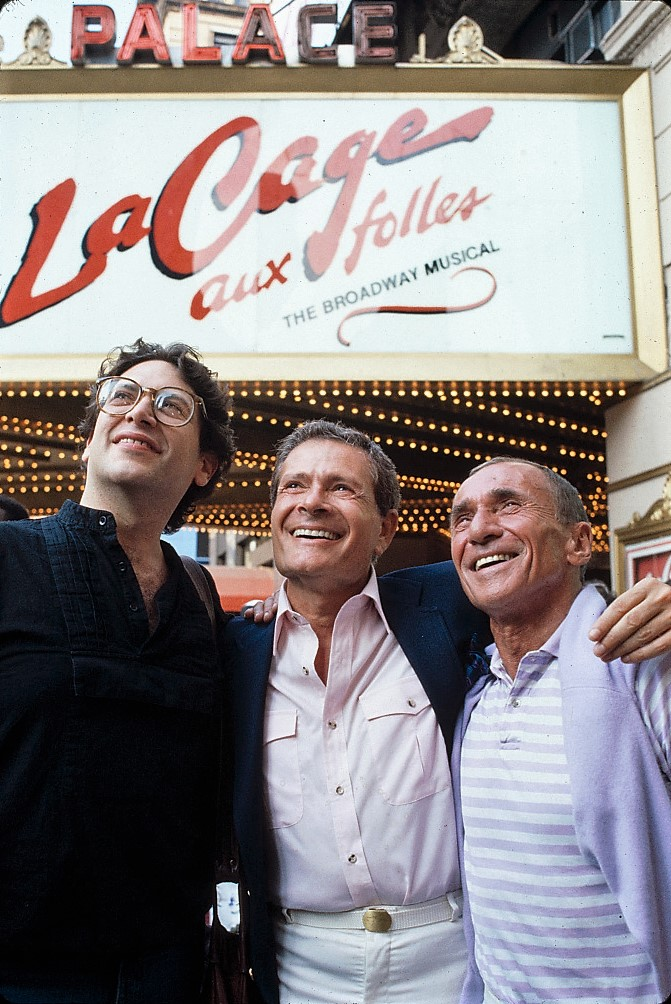
Harvey Fierstein, Jerry Herman, Arthur Laurents lors de la création à Broadway.

Créée en 1983 à Broadway sur un livret de Harvey Fierstein et une musique de Jerry Herman avec Gene Barry et George Hearn dans les rôles principaux, elle est adaptée en français en 1999 par Alain Marcel et donnée au théâtre Mogador pour 100 représentations.
Une nouvelle production est prévue en décembre 2025 au théâtre du Châtelet avec Laurent Lafitte dans une mise en scène d'Olivier Py.

### Hommages
Dans Deux heures moins le quart avant Jésus-Christ (1982), Jean Yanne fait dire au Jules César efféminé interprété par Michel Serrault (alors auréolé du succès de La Cage aux folles et de ses deux adaptations filmées) : « Quand l'homme prend conscience de sa faiblesse, il prend conscience de sa fragilité et il prend conscience de sa laideur car il est laid, l'homme. Nature ingrate qui a voulu que l'homme soit modelé à l'image de la puissance et non de la grâce et tout ce qui est mâle ne soit que force et laideur alors que ce qui est femelle n'est que douceur et tendresse, la fleur, la rivière, la musique. L'homme est une horreur. Une jambe d'homme c'est épouvantable. Infâme distribution, seule la femme a tout reçu des dieux ».